# 北极烟霞

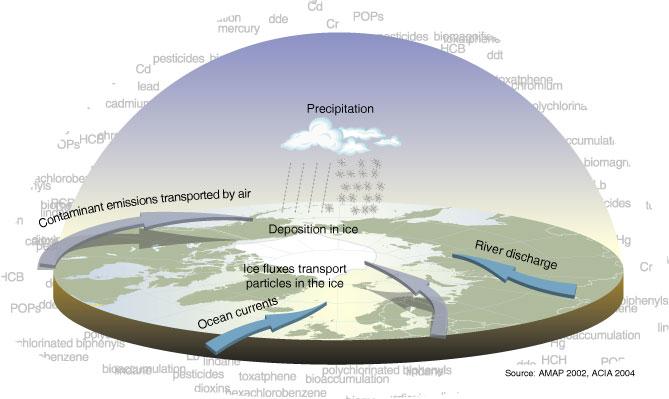
北極煙霞的漂浮路徑

北极烟霞（Arctic haze）指由空气污染引起的出现在北极地区大气层高纬度上可见的污染现象。因其成分90%为硫，其余为碳，故显红棕色。与其他污染物相比，北极烟霞的化学物质能够在大气中持续较长的时间。由于在雪，雨和湍流空气数量上的限制，无法在春天替换极地气团的污染物，霾在北部大气层能够存在超过一个月。

## 危害
导致北极温度上升的速度超过地球的任何地区，虽然气候变化主要缘于温室气体的增加。

## 产生的原因
受煤燃烧，工厂二氧化碳的排放和汽车的使用引起。颜色会发生变化，1974年，来自中国和外蒙古的沙尘暴，致烟霞颜色变为黄色。次年因大量的工业污染物变为黑灰色。

## 导致的后果
欧洲气候学家预测，到二十一世纪末，北极地区的温度會上升3°C，同样地，来自挪威气象研究学院（NILU）的学者安德烈亚斯·托尔（Andreas Stohl）在《国家地理学会》上发表的文章称：“早期的气候模型表明，如果变暖持续，那么，到2040年，北极的夏季海冰（Sea ice）将完全消失。”